# 460-as busz (Kecskemét)
A kecskeméti 460 jelzésű autóbusz a Széchenyi tér és a Phoenix Mecano, illetve a Repülőtér között közlekedik. A viszonylatot a Kecskeméti Közlekedési Központ megrendelésére az Inter Tan-Ker Zrt. üzemelteti.

## Útvonala
| Repülőtér és Phoenix Mecano felé | Széchenyi tér felé |
| --- | --- |
| Széchenyi tér vá. – Szilády Károly körút – Kölcsey utca – Dobó István körút – Batthyány utca – Katona József tér – Csányi János körút – Rákóczi út – Bethlen körút –Ceglédi út – Mátyás király körút – Béke fasor — Békéscsabai út – Reptéri út – Repülőtér vá. | Repülőtér vá. – Reptéri út – Békéscsabai út – Szolnoki út – Kuruc körút – Rákóczi út – Koháry István körút – Hornyik János körút – Széchenyi tér vá. |
| Széchenyi tér vá. – Szilády Károly körút – Kölcsey utca – Dobó István körút – Batthyány utca – Katona József tér – Csányi János körút – Rákóczi út – Kuruc körút – Szolnoki út – Békéscsabai út – Szent István körút – Kolostor utca – Phoenix Mecano vá.       | Phoenix Mecano vá. – Kolostor utca – Szent István körút – Békéscsabai út –Kandó Kálmán utca – Hunyadi János tér –Liszt Ferenc utca – Ceglédi út – Bethlen körút – Noszlopy Gáspár park -Bethlen körút – Jókai utca – Piaristák tere – Hornyik János körút – Széchenyi tér vá. |

## Megállóhelyei
Az átszállási kapcsolatok között az azonos útvonalon közlekedő 4-es és 4A buszok nincsenek feltüntetve.
| 0  | 0                    | Széchenyi tér végállomás  | 13                                | 10 | 2, 2A, 2D, 2S, 3, 3A, 5, 6, 7, 7C, 9, 10, 11, 11A, 12, 13, 13D, 13K, 14, 16, 18, 20, 20H, 23, 23A, 28, 29, 34A, 169, 916 |
| 2  | 2                    | Dobó körút                | ∫                                 | ∫  | 1, 2, 2A, 2D, 2S, 6, 7, 7C, 11, 11A, 13, 13D, 13K, 15, 19, 28, 32 Helyközi buszok                                        |
| 3  | 4                    | Katona József Színház     | ∫                                 | ∫  | 1, 2, 2A, 2D, 2S, 3, 3A, 6, 7, 7C, 11, 11A, 12, 13, 13K, 15, 18, 19, 20H, 23, 23A, 28, 32 Helyközi buszok                |
| 5  | 6                    | Cifrapalota               | 10                                | 7  | 1, 2, 2A, 2D, 2S, 7, 7C, 12, 15, 18, 19, 20H, 23, 23A, 32 Helyközi buszok                                                |
| 6  | 9                    | Víztorony                 | 8                                 | 5  | 12, 21, 21D, 25 Helyközi buszok                                                                                          |
| 7  | 10                   | Aluljáró                  | 7                                 | 4  | 12, 25 Helyközi buszok Távolsági járatok                                                                                 |
| 8  | 11                   | Konzervgyár               | 6                                 | 3  | 25 Helyközi buszok |
| 9  | ∫                    | Szőlőfürt Fogadó          | 5                                 | 2  | 25 Helyközi buszok |
| ∫  | 13                   | Sarolta utca              | ∫                                 | ∫  | 12D, 25 |
| ∫  | 14                   | Phoenix Mecano végállomás | ∫                                 | 0  | Helyközi buszok |
| 10 |                      | Szolnokihegy              | 4                                 |    | Helyközi buszok |
| 11 | Vasúti átjáró        | 2                         | Helyközi buszok                   |    | |
| 12 | Reptéri Óvoda        | 1                         |                                   |    | |
| 13 | Repülőtér végállomás | 0                         | Helyközi buszok Távolsági járatok |    | |